# Kunstidamaeus lengersdorfi
Kunstidamaeus lengersdorfi är en kvalsterart som först beskrevs av Rainer Willmann 1932.  Kunstidamaeus lengersdorfi ingår i släktet Kunstidamaeus och familjen Damaeidae.

## Underarter
Arten delas in i följande underarter:
- K. l. lengersdorfi
- K. l. moraviae